# Tipula (Sinotipula) krishna
Tipula (Sinotipula) krishna is een tweevleugelige uit de familie langpootmuggen (Tipulidae). De soort komt voor in het Oriëntaals gebied.